# بطلان الكيمياء (كتاب)
بطلان الكيمياء، هو أحد مؤلفات ابن قيم الجوزية شمس الدين محمد بن أبي بكر بن أيوب بن سعد الزُّرْعي (ت: 751ه) التي تناول فيها موضوع الكيمياء القديمة، وتأثيراتها على حقائق الأشياء، وبيّن في الكتاب موقفه العقلي ورأيه الشرعي الإسلامي من الكيمياء القديمة، والمشتركات بينها وبين السحر في ذلك الزمان.
وأصل هذا الكتاب هو سؤال طُرح على المؤلف كما قال في مقدمة كتابه: «فسألني من رأيت إجابته حتماً، وقضاء حقه غنماً، والتثاقل عن إسعافه بما طلب غرماً، أن أكتب له من الأدلة على بطلانها ما ينكشف به وجه الصواب، عادلاً عن طرفي الاختصار والإطناب، متعرضاً إلى شبه الكيمياويين التي انتزعوها من ألوان، ونحلوها كثيراً من الأنبياء وأهل الإيمان افتراء عليهم».
والكتاب حقق في عام 1443ه على يد أحد الباحثين الذي اعتمد على نسخة فريدة مقروءة على المؤلف كما نصَّ على ذلك.

## اسم الكتاب والمؤلف
اسم الكتاب: بطلان الكيمياء من أربعين وجها، ويسمى أيضاً: نصيحة الأغبياء ببطلان علم الكيمياء.
مؤلفه: شمس الدين محمد بن أبي بكر بن أيوب بن سعد الزُّرْعي الدمشقيّ الملقب بابن قيم الجوزية (ت: 751ه).

## عن الكتاب
الكتاب أشار إليه المؤلف في كتابه: «مفتاح دار السعادة» فقال: «وهذا أحد ما يدل على بطلان صناعة الكيمياء، وأنها عند التحقيق زغل وصبغة لا غير، وقد ذكرنا بطلانها وبينا فسادها من أربعين وجها في رسالة مفردة».
وأشار إليه أيضاً آخرون في ترجمتهم للمؤلف؛ كشمس الدين الداودي، ومن المعاصرين: إسماعيل الباباني وبكر أبو زيد.

## موضوع الكتاب
القارئ لعنوان الكتاب يظن للوهلة الأولى أنه أُلف في تحريم العلم المعروف بعلم الكيمياء، بينما أراد المؤلف شيئا آخر، وهو: تحريم السحر بأنواعه المختلفة، فالمؤلف يرى أن الكيمياء القديمة من السحر لما فيها من تغيير حقائق الأشياء والتأثير فيها كما أشار في عدد من كتبه، وأولها في مقدمة الكتاب ذاته، حيث قال: «وأما إيجاد جسم يكون نظيراً لما أبدعه الخلاًّق العليم من كل وجه مساويا له في الحد والحقيقة فحاشا وكلا، إن هي إلا أصباغ وتشبيهات ونوع محاكاة».
وقال ابن القيم: «ولهذا كانت المصنوعات - كالطبائخ والملابس والمساكن - غير مخلوقة إلا بتوسط الناس، وقال تعالى: {وَآيَةٌ لَهُمْ أَنَّا حَمَلْنَا ذُرِّيَّتَهُمْ فِي الْفُلْكِ الْمَشْحُونِ (41) وَخَلَقْنَا لَهُمْ مِنْ مِثْلِهِ مَا يَرْكَبُونَ} [يس: 41، 42]، وقال تعالى: {قَالَ أَتَعْبُدُونَ مَا تَنْحِتُونَ (95) وَاللَّهُ خَلَقَكُمْ وَمَا تَعْمَلُونَ} [الصافات: 95، 96]، وكانت المخلوقات من المعادن والنبات والدواب غير مقدور لبني آدم أن يصنعوها، لكن يشبهون بها على سبيل الغش، وهذا حقيقة الكيمياء، فإنها ذهب مشبه».
ومما أشار إليه المؤلف يتبين أن علم الكيمياء الحديث ليس داخلاً في الأمور التي بين بطلانها في كتابه هذا.

## منهجه في الكتاب
1- بدأ الكتاب بتعريف موجز بالكيمياء القديمة، وبين حكمها الشرعي معللاً ذلك بأن الخلق والإيجاد من خصائص الخالق.
2- بيَّن بطلان الكيمياء القديمة شرعاً وطبعاً.
3- يحتج بأقوال مخالفيه من الفلاسفة والمتكلمين لتأييد قوله بتحريم الاشتغال بالكيمياء القديمة.
4- أسهب في ذكر وجوه بطلان الكيمياء القديمة.

## ترتيب الكتاب
الكتاب مقسم إلى قسمين رئيسيين هما:

### الفصل الأول
إمكان الكيمياء طبعاً، ذكر فيه المؤلف أقوال الفلاسفة الأوائل والمتأخرين، وكذلك بعض أعلام المتكلمين الدالة على بطلان الكيمياء القديمة، ثم ساق الأدلة العقلية على بطلانها.

### الفصل الثاني
حكم الكيمياء شرعاً، بين المؤلف في هذا الفصل العلل التي يرى أن الشريعة حرمت الكيمياء القديمة لأجلها.

## أهم ميزات الكتاب
1- ذكر في مقدمة الكتاب أن سبب تأليفه كان سؤالاً طرح عليه بهذا الشأن.
2- تنويع أوجه الرد؛ فلم يرد من جانب واحد فقط، بل كان رده من جانبين: الأول شرعي والآخر طبيعي.
3- التركيز على موضوع السؤال المطروح عن حكم الكيمياء القديمة دون استطراد.

## طبعات الكتاب
الكتاب بقي مخطوطاً حتى عام 1443هـ، حيث قام أحد الباحثين وهو الدكتور: عبد الرحمن بن حسن قائد، بتحقيقه ووضعه في مجلد واحد بعد كتابه (الكيمياء القديمة)، وتولى مركز تكوين للدراسات والأبحاث إخراج الطبعة الأولى في عام 1443هـ/2021م.